# Chennaiyin Football Club 2021-2022
Questa voce raccoglie le informazioni riguardanti il Chennaiyin nelle competizioni ufficiali della stagione 2021-2022.

## Maglie e sponsor
| Casa | Trasferta |

## Organigramma societario

### Staff tecnico
- Syed Sabir Pasha - Allenatore ad interim
- - Vice allenatore

## Rosa
| N. |                         | Ruolo | Calciatore            |
| -- | ----------------------- | ----- | --------------------- |
| 2  | India (bandiera)        | D     | Reagan Singh          |
| 3  | India (bandiera)        | D     | Mohammad Sajid Dhot   |
| 5  | India (bandiera)        | D     | Salam Ranjan Singh    |
| 7  | India (bandiera)        | C     | Lallianzuala Chhangte |
| 8  | India (bandiera)        | C     | Edwin Sydney Vanspaul |
| 9  | Lituania (bandiera)     | C     | Nerijus Valskis       |
| 11 | India (bandiera)        | A     | Rahim Ali             |
| 12 | India (bandiera)        | C     | Ninthoinganba Meetei  |
| 13 | India (bandiera)        | P     | Vishal Kaith          |
| 15 | India (bandiera)        | C     | Anirudh Thapa         |
| 16 | Polonia (bandiera)      | C     | Ariel Borysiuk        |
| 17 | Kirghizistan (bandiera) | A     | Mirlan Murzaev        |
| 18 | India (bandiera)        | D     | Jerry Lalrinzuala     |
| 21 | India (bandiera)        | D     | Narayan Das           |
| 22 | India (bandiera)        | A     | Jobby Justin          |
| 23 | Serbia (bandiera)       | D     | Slavko Damjanović     |

| N. |                     | Ruolo | Calciatore             |
| -- | ------------------- | ----- | ---------------------- |
| 24 | India (bandiera)    | P     | Debjit Majumder        |
| 26 | India (bandiera)    | D     | Deepak Devrani         |
| 28 | India (bandiera)    | C     | Germanpreet Singh      |
| 27 | India (bandiera)    | P     | Samik Mitra            |
| 32 | India (bandiera)    | D     | Davinder Singh         |
| 35 | India (bandiera)    | P     | Devansh Dabas          |
| 36 | India (bandiera)    | D     | Aqib Nawab             |
| 38 | India (bandiera)    | C     | Subhadip Majhi         |
| 42 | India (bandiera)    | C     | Syed Suhail Pasha      |
| 43 | India (bandiera)    | D     | Balaji Ganesan         |
| 45 | India (bandiera)    | A     | Mohamed Liyaakath      |
| 47 | India (bandiera)    | C     | Rahul K                |
| 50 | India (bandiera)    | C     | Johnson Joseph Mathews |
| 77 | Ungheria (bandiera) | C     | Vladimir Koman         |
| 99 | Polonia (bandiera)  | A     | Łukasz Gikiewicz       |

### Altri giocatori
| N. |                  | Ruolo | Calciatore     |
| -- | ---------------- | ----- | -------------- |
|    | India (bandiera) | C     | Dhanpal Ganesh |

| N. |                    | Ruolo | Calciatore        |
| -- | ------------------ | ----- | ----------------- |
|    | Brasile (bandiera) | C     | Rafael Crivellaro |

## Calciomercato
| Acquisti | Acquisti               | Acquisti         | Acquisti   |
| R.       | Nome                   | da               | Modalità   |
| -------- | ---------------------- | ---------------- | ---------- |
| P        | Debjit Majumder        | East Bengal      | Definitivo |
| P        | Devansh Dabas          | Lonestar Kashmir | Definitivo |
| P        | Vishal Kaith           |                  |            |
| P        | Samik Mitra            |                  |            |
| D        | Narayan Das            | East Bengal      | Definitivo |
| D        | Reagan Singh           |                  |            |
| D        | Salam Ranjan Singh     | ATK Mohun Bagan  | Definitivo |
| D        | Deepak Devrani         | Gokulam Kerala   | Definitivo |
| D        | Slavko Damjanović      | TSC Bačka Topola | Definitivo |
| D        | Davinder Singh         |                  | Svincolato |
| D        | Jerry Lalrinzuala      |                  |            |
| D        | Aimol Reamsochung      |                  |            |
| D        | Balaji Ganesan         |                  |            |
| D        | Aqib Nawab             | Chennaiyin B     | Definitivo |
| C        | Rafael Crivellaro      |                  |            |
| C        | Edwin Sydney Vanspaul  |                  |            |
| C        | Ariel Borysiuk         |                  | Svincolato |
| C        | Vladimir Koman         | Hatta Club       | Definitivo |
| C        | Syed Suhail Pasha      | Chennai City     | Definitivo |
| C        | Melroy Assisi          | Hyderia          | Definitivo |
| C        | Subhadip Majhi         |                  | Svincolato |
| C        | Ninthoinganba Meetei   | NorthEast Utd    | Definitivo |
| C        | Dhanpal Ganesh         |                  |            |
| C        | Germanpreet Singh      |                  |            |
| C        | Anirudh Thapa          |                  |            |
| C        | Lallianzuala Chhangte  |                  |            |
| C        | Johnson Joseph Mathews | Bank of India    | Definitivo |
| C        | Rahul K                | Chennaiyin B     | Definitivo |
| A        | Rahim Ali              |                  |            |
| A        | Jobby Justin           | ATK Mohun Bagan  | Definitivo |
| A        | Mirlan Murzaev         | Dordoj Biškek    | Definitivo |
| A        | Łukasz Gikiewicz       | East Riffa       | Definitivo |
| A        | Aman Chetri            |                  |            |
| A        | Mohamed Liyaakath      | Chennaiyin B     | Definitivo |

| Cessioni | Cessioni             | Cessioni        | Cessioni   |
| R.       | Nome                 | a               | Modalità   |
| -------- | -------------------- | --------------- | ---------- |
| P        | Karanjit Singh       |                 | Svincolato |
| P        | BY Revanth           |                 | Svincolato |
| D        | Deepak Tangri        | ATK Mohun Bagan | Definitivo |
| D        | Eli Sabiá            | Jamshedpur      | Definitivo |
| D        | Enes Sipović         | Kerala Blasters | Definitivo |
| D        | Fanai Lalchhuanmawia |                 | Svincolato |
| C        | Memo                 |                 | Svincolato |
| C        | Thoi Singh           |                 | Svincolato |
| C        | Abhijit Sarkar       |                 | Svincolato |
| C        | Sinivasan Pandiyan   |                 | Svincolato |
| C        | Manuel Lanzarote     |                 | Svincolato |
| A        | Isma                 |                 | Svincolato |

### Mercato invernale
| Acquisti | Acquisti            | Acquisti   | Acquisti   |
| R.       | Nome                | da         | Modalità   |
| -------- | ------------------- | ---------- | ---------- |
| D        | Mohammad Sajid Dhot | Odisha     | Definitivo |
| C        | Nerijus Valskis     | Jamshedpur | Definitivo |

| Cessioni | Cessioni              | Cessioni      | Cessioni   |
| R.       | Nome                  | a             | Modalità   |
| -------- | --------------------- | ------------- | ---------- |
| D        | Aimol Reamsochung     |               | Svincolato |
| C        | Melroy Assisi         | Rajasthan Utd | Definitivo |
| C        | Lallianzuala Chhangte | Mumbai City   | Prestito   |
| A        | Aman Chetri           | Rajasthan Utd | Definitivo |

### Post stagione
| Acquisti | Acquisti | Acquisti | Acquisti |
| R.       | Nome     | da       | Modalità |
| -------- | -------- | -------- | -------- |

| Cessioni | Cessioni       | Cessioni    | Cessioni   |
| R.       | Nome           | a           | Modalità   |
| -------- | -------------- | ----------- | ---------- |
| A        | Mirlan Murzaev | Alga Biškek | Definitivo |

### Cambio di allenatore
| Allenatore in uscita | Motivo  | Dal            | Fino al          | Allenatore in entrata      | A partire dal    |
| -------------------- | ------- | -------------- | ---------------- | -------------------------- | ---------------- |
| Božidar Bandović     | Esonero | 11 luglio 2021 | 11 febbraio 2022 | Syed Sabir Pasha (Interim) | 11 febbraio 2022 |

## Risultati

### Indian Super League
| Arbitro: | Banerjee P. |

|  |           |                           |
|  | Marcatori | 66’ (Rig.) Vladimir Koman |

| Arbitro: | Kanojia A. |

|                 |           |                                             |
| V.P. Suhair 50’ | Marcatori | 41’ Lallianzuala Chhangte 75’ Anirudh Thapa |

| Momurgao 3 dicembre 2021, ore 15:00 UTC+5:30 4ª giornata | Chennaiyin | 0 – 0 referto | East Bengal | Tilak Maidan Stadium (0 spett.)\| Arbitro: \| Crystal J. \| |
| Arbitro:                                                 | Crystal J. |               |             |                                                             |

| Arbitro: | Kumar Gupta R. |

|                   |           |                    |
| Liston Colaco 18’ | Marcatori | 45’ Vladimir Koman |

| Arbitro: | Rowan A. |

|                 |           |  |
| Rahul Bheke 87’ | Marcatori |  |

| Arbitro: | Mondal P. |

|                                          |           |                      |
| Germanpreet Singh 24’ Mirlan Murzaev 63’ | Marcatori | 90+6’ Javi Hernández |

| Arbitro: | Crystal J. |

|  |           |                                                              |
|  | Marcatori | 10’ Jorge Pereyra Díaz 38’ Sahal Abdul Samad 79’ Adrián Luna |

| Arbitro: | Kumar Gupta R. |

|                                 |           |                                                                               |
| Mirlan Murzaev 4’ Rahim Ali 49’ | Marcatori | 39’ (Rig.) Cleiton Silva 43’ Alan Costa 71’ Udanta Singh 75’ Pratik Chowdhary |

| Arbitro: | Banerji P. |

|  |           |                      |
|  | Marcatori | 31’ Łukasz Gikiewicz |

| Arbitro: | Mondal P. |

|                 |           |  |
| Jorge Ortiz 82’ | Marcatori |  |

| Arbitro: | Kumar Gupta R. |

|               |           |                      |
| M.S. Dhot 13’ | Marcatori | 45+4’ Javier Siverio |

| Arbitro: | Crystal J. |

|                                       |           |                       |
| Ariel Borysiuk 52’ Vladimir Koman 59’ | Marcatori | 35’ Laldanmawia Ralte |

| Arbitro: | Mondal P. |

|                                              |           |  |
| Iman Basafa 12’ (Rig.) Udanta Singh 42’, 52’ | Marcatori |  |

| Arbitro: | Kanojia A. |

|                                            |           |                                                |
| Darren Sidoel 61’ Lalrinliana Hnamte 90+1’ | Marcatori | 2’ (A.g.) Hira Mondal 15’ Ninthoinganba Meetei |

| Arbitro: | Purkayastha A. |

|  |           |                         |
|  | Marcatori | 85’ Vikram Pratap Singh |

| Arbitro: | Crystal J. |

|  |           |                                                                   |
|  | Marcatori | 6’ Makan Chote 20’, 41’, 53’ Jorge Ortiz 45+2’ (A.g.) Narayan Das |

| Arbitro: | Mondal P. |

|                                             |           |  |
| Jorge Pereyra Díaz 51’, 55’ Adrián Luna 90’ | Marcatori |  |

| Arbitro: | Crystal J. |

|  |           |                   |
|  | Marcatori | 45+3’ Roy Krishna |

| Arbitro: | Mondal P. |

|                                 |           |                                  |
| Javi Hernández 18’ Jonathas 51’ | Marcatori | 2’ Rahim Ali 70’ Nerijus Valskis |

| Arbitro: | Nagvenkar T. |

|                     |           |                                                                                    |
| Nerijus Valskis 62’ | Marcatori | 23’ Ritwik Das 33’ Boris Singh Thangjam 40’ Daniel Chima 46’ (A.g.) Deepak Devrani |

#### Andamento in campionato
| Giornata  | 1 | 2 | 3 | 4 | 5 | 6 | 7 | 8 | 9 | 10 | 11 | 12 | 13 | 14 | 15 | 16 | 17 | 18 | 19 | 20 | 21 | 22 |
| --------- | - | - | - | - | - | - | - | - | - | -- | -- | -- | -- | -- | -- | -- | -- | -- | -- | -- | -- | -- |
| Luogo     | T | X | T | C | T | T | C | C | C | T  | T  | C  | X  | C  | T  | T  | C  | C  | T  | C  | C  | T  |
| Risultato | V | X | V | N | N | P | V | P | P | V  | P  | N  | X  | V  | P  | N  | P  | P  | V  | P  | N  | P  |
| Posizione | 4 | 5 | 3 | 3 | 3 | 5 | 4 | 6 | 6 | 5  | 6  | 6  | 7  | 5  | 6  | 7  | 8  | 8  | 8  | 8  | 8  | 8  |

Legenda:

Luogo: C = Casa; T = Trasferta. Risultato: V = Vittoria; N = Pareggio; P = Sconfitta.